# 媽閣斜巷
媽閣斜巷（葡萄牙語：Calçada da Barra），又稱萬里長城，是一條位於澳門西南面的街道，由媽閣街起始至媽閣廟前地為止，屬於風順堂區。

## 歷史
媽閣斜巷歷史悠久。早於19世紀末，萬里長城一名已被列入《澳門海外省街道名冊》之內，從屬於當時的媽閣村轄下。媽閣斜巷之所以被稱為萬里長城有兩種說法，其一源於其斜巷的長度相當長，有如澳門的萬里長城般，故曰其名。（事實上，萬里長城一名早於百多年前已被一般澳門市民所傳述，於當時而言，媽閣斜巷確為一條遙長的街道，但時至今日，有不少街道比它還要長很多，如俾利喇街。）
1622年，葡荷戰爭的發生，葡軍雖已擊敗荷蘭軍隊，但為更好抵禦外敵入侵澳門，隨即大規模修築炮台和城牆。其中在西望洋山上建設了一座卑那炮台，炮台延伸出東、西兩道城牆，西城牆沿山蜿蜒而下，一直至媽閣廟旁。 隨着山勢地形高低，城牆起伏連綿，看起來頗有北京長城的神韻，被當時的華人稱為“萬里長城”。另有一種說法，就是對比昔日澳門的橫街小巷，媽閣斜巷相當長，有如萬里長城般，故有此名。
另一說法則由於百多年前其巷沿途並未建有任何高層樓宇，隱隱可見澳門舊城的城牆遺跡，並順延至媽閣廟旁，故被當時人們稱為萬里長城。關於澳門舊城的城牆，是葡萄牙人於明天啟年間所修築的，基本上分為南北兩面，其中位於媽閣斜巷的相信屬於南面城牆西翼，延伸至北面媽閣廟海鏡石的一段，城牆早於18世紀中葉被拆毁，而該段城牆的痕跡已難復尋。
另外，由於萬里長城一名的普及，媽閣斜巷的街道牌上亦括有萬里長城一名，位於該地亦有樓宇名為「長城大廈」。澳門新福利公共汽車有限公司之28B路線的路線字軌膠牌亦使用萬里長城之名，此舉肯定了萬里長城之名在市民心中的地位。

## 特色建築

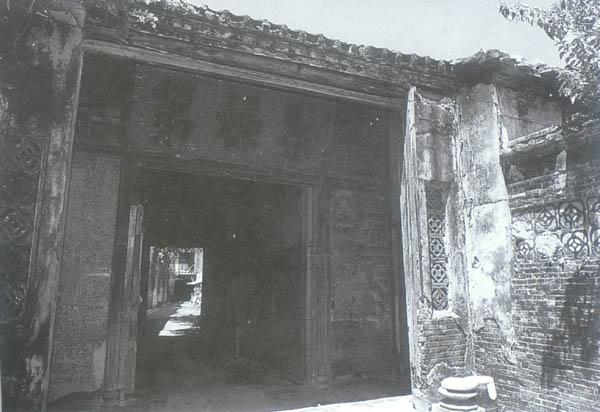
鄭家大屋

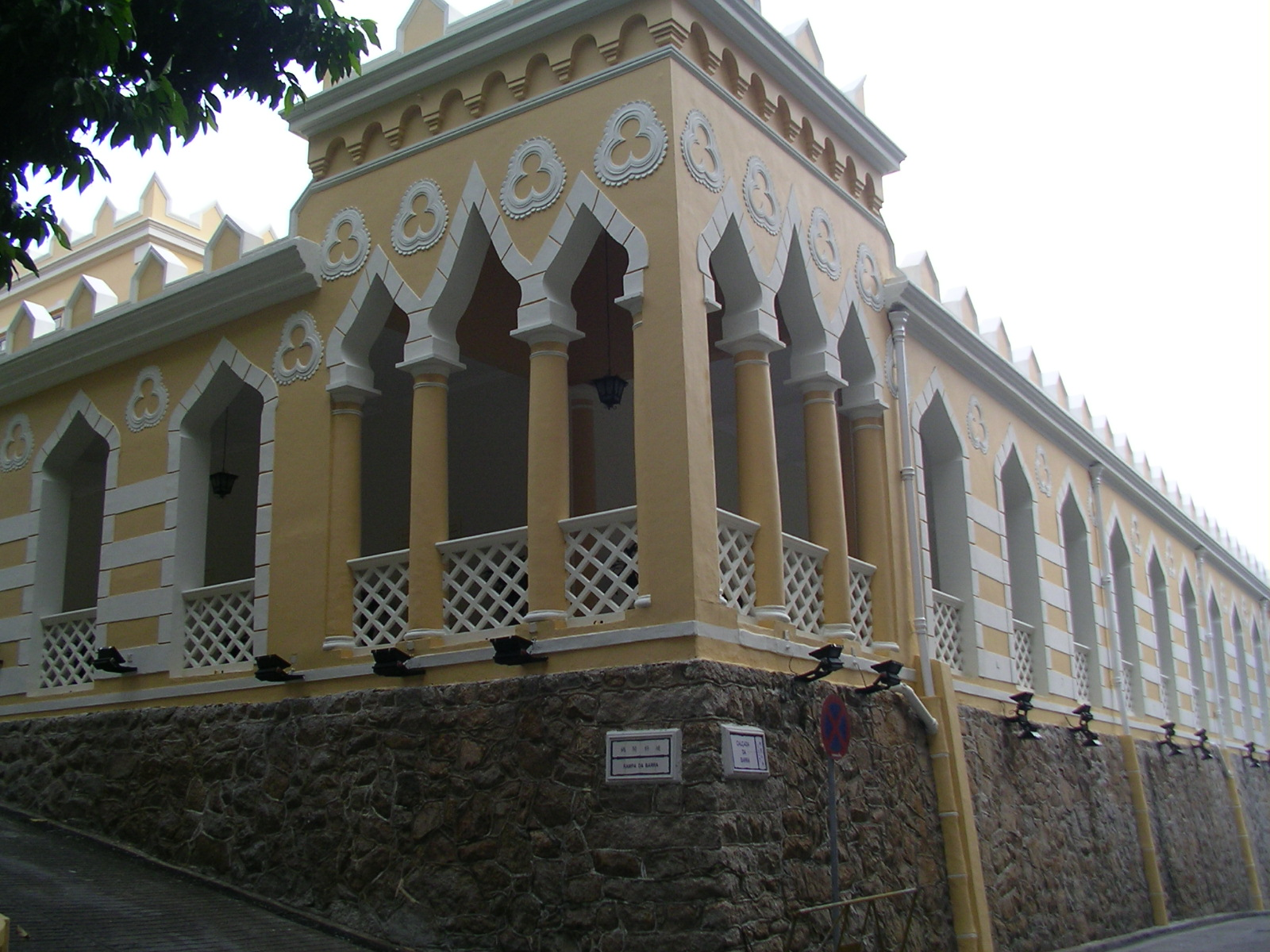
港務局大樓

媽閣斜巷屬於昔日的「基督城」街區的其中一部分，附近有鄭觀應於澳門的故居鄭家大屋，鄭觀應是中國近代著名的文學家及思想家，著名作有《盛世危言》一書，當年鄭觀應因公務屢遭挫折，身心俱疲，故退居澳門，並潛心於此地著成《盛世危言》一書，後來他離開澳門轉赴上海專注教育事業，於1922年逝世。鄭家大屋於1950年代曾分租，業權曾多次易手，亦曾荒廢一時，屋內的一些文物亦成為賊人的目標，其後澳門特區政府則於2001年成功接收了鄭家大屋的業權，重新整修以作保護。
另外正位於媽閣斜巷的尚有港務局大樓，此一大樓建成於1874年，亦被稱為「嚤囉兵營」或「水師廠」，原為澳門印度籍警察的營地，後來改作港務局和澳門水警稽查隊的辦公地點。建築風格屬於歐洲式與阿拉伯式建築的融合，既有典型的葡式建築風格，亦有如穆斯林式的穹頂建築。現時港務局的辦公地點已遷往林茂塘的海港樓，但港務局大樓以及鄭家大屋則被納入澳門歷史城區的一部分而成為世界文化遺產之一。
現時的媽閣斜巷並不算相當繁華的街道，街道四周多為住宅，但亦有一些遊客慕名而來於港務局大樓拍照留念。